# Buchupureo
Buchupureo es una localidad rural chilena que se ubica en la comuna de Cobquecura, Provincia de Itata, Región de Ñuble. Se encuentra 13 kilómetros al norte de la localidad de Cobquecura, capital de la comuna. El último censo del año 2002 arrojó que contaba con 478 habitantes.

## Geografía
Buchupureo se ubica en las costas del océano Pacífico, por lo que cuenta con una playa en una ensenada, la que atrae cientos de turistas, sobre todo en verano. La localidad se encuentra rodeada por el río Buchupureo apto para el baño en su entorno natural, la que, también es muy concurrida en el verano por los turistas.

## Historia
Su fundación como poblado se pierde en los tiempos pretéritos. Primitivamente fue un caserío indígena, pero debido a la llegada de los españoles, se estima que se fundó el 15 de agosto de 1764 con el nombre de "Nuestra Señora del Tránsito de Buchupureo".
Buchupureo fue habilitado como puerto alrededor de 1863, desde el cual se explotaban cereales hacia Estados Unidos, cuando en la región de California se estaba viviendo la fiebre del oro y, además, se efectuaba también el comercio de cabotaje. En su momento de mayor auge, se llegaron a construir lanchones.
A fines del siglo XIX, cuando aún se realizaban actividades portuarias, la rada de Buchupureo estaba formada por una extensa playa arenosa; poco cóncava y bordeada por un cordón de sirtes sobre el cual rompe el mar pesadamente. Por aquella época, el caserío del pueblo lo conformaban tres bodegas y unas cuantas casas.
Se ha podido establecer que hacia 1877, el puerto de Buchupureo disponía de dos astilleros donde se construían lanchas para satisfacer los requerimientos de los puertos del norte.
Hacia 1880, la población no era superior a los 100 habitantes. Junto a las bodegas estaba el semáforo del puerto, y en sus proximidades se encontraba el único desembarcadero que por lo general se encontraba en mal estado. Los recursos de aguas y víveres eran bastante escasos. El agua era vendida en pequeños barriles a razón de 12 centavos el barril de 35 litros. Los comestibles frescos sólo podían adquirirse en pequeñas cantidades, por lo que todo buque que tuviera a Buchupureo como puerto de destino, debía ir provisto de cuanto hubiere menester.
Los barcos que llegaban al Puerto de Buchupureo eran fundamentalmente europeos y norteamericanos en busca del cereal (trigo) que se producía en la zona. Esos mismos traían muebles, ropas, pianos, licores, perfumes, revistas de moda, entre otros. Estos artículos eran adquiridos por las familias que habitaban el casco histórico de Cobquecura.
Durante la Guerra Civil de 1891, la localidad sufrió los embates del sangriento conflicto, ya que fue destruido por el bombardeo de algunas lanchas de los contendientes de la ya mencionada guerra civil. A pesar de eso, algunos afirman que un oleaje de magnitud significativa arrasó con las instalaciones portuarias, los lanchones, los productos almacenados y con las personas que no alcanzaron a huir.
Francisco Solano Asta-Buruaga y Cienfuegos escribió en 1899 en su Diccionario Geográfico de la República de Chile sobre el lugar:

Puerto de pequeña concha y moderado abrigo, especialmente por el sur, situado en el departamento de Itata en los 36° 06' Lat. y 72° 46' Lon. Dista 35 kilómetros al O. de su capital Quirihue y otros tantos al S. del puerto de Curanipe. Sus contornos por el oriente están poblados de bosques, que abundan en maderas; por ese lado entra en su bahía un pequeño riachuelo, que baja del E. por un angosto valle; y en sus inmediaciones existen mantos de carbón de piedra. Su puerto fué habilitado para el comercio de cabotaje en 19 de octubre de 1863, y al año siguiente en 10 de dicho mes, se fundó su pueblo con la denominación de Nuestra Señora del Tránsito de Buchupureo, aunque antes este sitio era conocido con los nombres de Guachapure y Huechupureo. Se le trazó un plano de ocho manzanas de 109 metros por lado, divididas por calle de 16 metros de ancho, destinándose la del centro para una plaza. Contiene aún pocas casas, oficinas de aduana y de correo, dos escuelas gratuitas, bodegas, &c., y una población de más de 200 habitantes permanentes.
Francisco Solano Asta-Buruaga y Cienfuegos (1899)

## Turismo

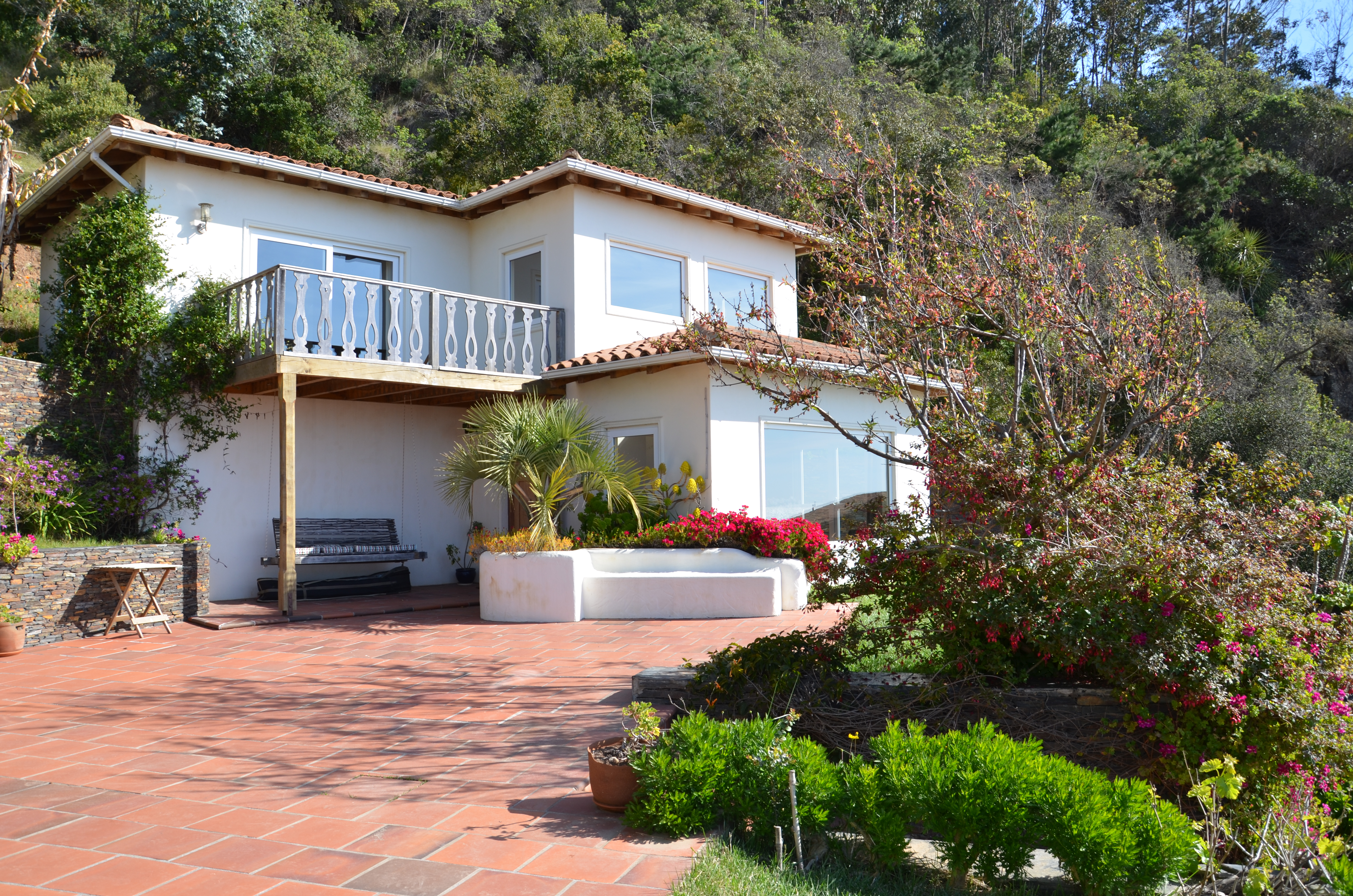
Restaurante La Joya del Mar, en Buchupureo.

Las olas de su playa le han dado fama nacional, ya que, según muchos, es una de las mejores playas de Chile para practicar el surf. Existen servicios turísticos, tales como alojamientos, transporte y restaurantes en el mismo sector, para dar mayor satisfacción a los turistas.

## Demografía
Según el censo de 2002, Buchupureo cuenta con 478 habitantes, de los cuales 237 (49,58%) son hombres y 241 (50,42%) son mujeres, distribuidos en 184 viviendas, dando un total de 2,59 personas por casa.